# Juan José Tan
Juan José Tan Cantinet (Lima, 26 de agosto de 1944) es un exentrenador peruano. Empezó como preparador físico y trabajó como mánager después de su retiro, desempeñándose en clubes de Perú. Es recordado por dirigir a la Selección Peruana en la Copa América de 1983.
Uno de los más emblemáticos preparadores físicos que pasó a ser entrenador fue Juan José Tan. Recordado por sus gafas oscuras, el caso de Tan es singular: no se convirtió de PF a DT, sino que alternó las funciones de acuerdo a los clubes que lo contrataban. 
Su mayor éxito (casi nunca reivindicado) fue la clasificación de Deportivo Municipal en 1981 a la Copa Libertadores. Si bien todos recuerdan a Marcos Calderón como artífice de aquel subcampeonato, lo cierto es que el ‘Oso’ llegó a tienda edil con la campaña ya muy avanzada y su mérito radicó en el desempate por el subtítulo que le ganó a Universitario.

## Trayectoria

#### Asistente técnico
Juan empezó como preparador físico y luego pasó a ser asistente. En 1972 se unió al cuerpo técnico de Juan Eduardo Hohberg quien había llegado al Perú dando sus primeros pasos como entrenador. 
En 1975 fue llamado a ser asistente en la Selección Peruana, comandado por el "Oso" Marcos Calderón quien se estaba preparando para la Copa América posteriormente ganada. 
Entre 1976 y 1979 continuó siendo el asistente de Hohberg pasando por la Selección Uruguaya, Alianza Lima y Deportivo Municipal.

#### Entrenador
El 16 de diciembre de 1979 fue confirmado como nuevo entrenador de Alianza Lima, tras la destitución y partida de Hohberg a Ecuador.
En 1981 dirige al Deportivo Municipal quien pudo cosechar la clasificación a la Copa Libertadores 1982 ganando el Regional de aquel año, título que permitió a los ediles disputar aquel desempate con la ‘U’ (en la tabla del Descentralizado Municipal terminó undécimo). En aquel torneo  tuvo que afrontar la ausencia de Franco Navarro y Eduardo Malásquez convocados constantemente por la preselección que dirigía Alejandro Heredia (otro ex PF a quien para las Eliminatorias le tomaría la posta el brasileño Elba de Padua ‘Tim’). Tan apeló a la experiencia de Hugo Sotil en el tramo final de su carrera y de otros aportes como Silverio Gonzales, Luis Carpio y Carlos ‘Chimbote’ Mendoza. Municipal fue líder de la zona Metropolitana, eliminó en semifinales a ADT y, en la gran final, superó 1-0 a Universitario con gol agónico de Rodulfo Manzo.
Entre su destacada performance, dirigió dos veces a Alianza Lima (1979 y 1984 - 1985); fue PF y DT interino de Universitario en 1983; sacó campeón de la Segunda 2006 al Deportivo Municipal, a quien dirigió dos veces más en Primera (1989 - 1990 y 2007); pasó también por FBC Melgar (1982), Inter de San Borja (1987 y 1990 - 1991) y AELU (1988).

#### Selección Peruana
El 2 de junio de 1983 fue confirmado oficialmente como nuevo entrenador de la Selección Peruana (había dirigido dos amistosos en 1980), con miras a la Copa América de ese año. El 24 de septiembre Perú se jugaba la clasificación a semifinales de la Copa América en el Estadio Nacional de Lima, ante Bolivia. El partido terminó 2 a 1 a favor de la blanquirroja. Es así como la selección peruana avanzó a una semifinal del torneo continental, algo que en las últimas ediciones de la Copa América es habitual entre los nuestros.

## Clubes

### Como asistente técnico
| Club                      | País    | Año         | Asistente de    |
| ------------------------- | ------- | ----------- | --------------- |
| Sport Boys                | Perú    | 1972 - 1973 | Juan Hohberg    |
| Universitario de Deportes | Perú    | 1974        | Juan Hohberg    |
| Selección absoluta        | Perú    | 1975        | Marcos Calderón |
| Selección absoluta        | Uruguay | 1976 - 1977 | Juan Hohberg    |
| Alianza Lima              | Perú    | 1977 - 1979 | Juan Hohberg    |
| Deportivo Municipal       | Perú    | 1992        | Juan Hohberg    |

### Como entrenador
| Club                        | País | Año         |
| --------------------------- | ---- | ----------- |
| A. D. O.                    | Perú | 1970 - 1971 |
| Alianza Lima                | Perú | 1979        |
| Selección de fútbol de Perú | Perú | 1980        |
| Deportivo Municipal         | Perú | 1980 - 1981 |
| FBC Melgar                  | Perú | 1982        |
| Selección de fútbol de Perú | Perú | 1983        |
| Universitario (Int.)        | Perú | 1983        |
| Alianza Lima                | Perú | 1984 - 1985 |
| Juventud La Palma           | Perú | 1986        |
| Internazionale              | Perú | 1987        |
| Deportivo AELU              | Perú | 1988        |
| Deportivo Municipal         | Perú | 1989 - 1990 |
| Internazionale              | Perú | 1990 - 1991 |
| Deportivo Municipal         | Perú | 2006 - 2007 |
| Universidad San Marcos      | Perú | 2008        |

## Estadísticas como entrenador

### Clubes
| Equipo              | Div.         | Temporada    | Liga | Liga | Liga | Liga | Liga |    | Copa | Copa | Copa | Copa |   | Internacional | Internacional | Internacional | Internacional | Internacional |   | Otros | Otros | Otros | Otros |    | Totales     | Totales | Totales | Totales | Totales | Totales | Totales | Totales |
| Equipo              | Div.         | Temporada    | PD   | G    | E    | P    | Pos. | PD | G    | E    | P    | PD   | G | E             | P             | Pos.          | PD            | G             | E | P     | PD    | G     | E     | P  | Rendimiento | GF      | GC      | Dif.    |         |         |         |         |
| ------------------- | ------------ | ------------ | ---- | ---- | ---- | ---- | ---- | -- | ---- | ---- | ---- | ---- | - | ------------- | ------------- | ------------- | ------------- | ------------- | - | ----- | ----- | ----- | ----- | -- | ----------- | ------- | ------- | ------- | ------- | ------- | ------- | ------- |
| Alianza Lima · Perú | 1.ª          | 1979         | 41   | 16   | 15   | 10   | 4.º  | -  | -    | -    | -    | 6    | 0 | 0             | 6             | FG            | -             | -             | - | -     | 47    | 16    | 15    | 16 | 53.33%      | 58      | 37      | +21     |         |         |         |         |
| Alianza Lima · Perú | 1.ª          | 1980         | 2    | 0    | 1    | 1    | Inc. | -  | -    | -    | -    | -    | - | -             | -             | -             | -             | -             | - | -     | 2     | 0     | 1     | 1  | 72.62%      | 37      | 19      | +18     |         |         |         |         |
| Alianza Lima · Perú | Total        | Total        | 43   | 16   | 16   | 11   | -    | 0  | 0    | 0    | 0    | 6    | 0 | 0             | 6             | -             | -             | -             | - | -     | 49    | 16    | 16    | 17 | 61.91%      | 95      | 56      | +39     |         |         |         |         |
| Total Clubes        | Total Clubes | Total Clubes | 43   | 16   | 16   | 11   | -    | 0  | 0    | 0    | 0    | 6    | 0 | 0             | 6             | -             | -             | -             | - | -     | 49    | 16    | 16    | 17 | 61.91%      | 95      | 56      | +39     |         |         |         |         |
| 1.                  |              |              |      |      |      |      |      |    |      |      |      |      |   |               |               |               |               |               |   |       |       |       |       |    |             |         |         |         |         |         |         |         |

### Selecciones
| Perú            | 1980            | - | - | - | - | -   | - | - | - | - | - | - | - | - | - | 2 | 1 | 1 | 0 | 2  | 1 | 1 | 0 | 100%   | 2  | 1  | +1 |
| Perú            | 1983            | 6 | 2 | 3 | 1 | 3.º | - | - | - | - | - | - | - | - | - | 6 | 0 | 2 | 4 | 12 | 2 | 5 | 5 | 73.33% | 10 | 17 | -7 |
| Total Selección | Total Selección | 6 | 2 | 3 | 1 | -   | - | - | - | - | - | - | - | - | - | 8 | 1 | 3 | 4 | 14 | 3 | 6 | 5 | 83.33% | 12 | 18 | -6 |